# La Goya
Aurora Purificación Mañanós Jauffret (Bilbao, 5 de diciembre de 1891 - Madrid, 4 de junio de 1950) fue una tonadillera española, conocida con el nombre artístico de La Goya. Su estilo tuvo mucho eco y fue  muy imitado por otras artistas del género del cuplé.

## Biografía
Hija de Balbino Mañanós y de Aurora Jauffret, hija del Bocho, tuvo una infancia ilustrada y cosmopolita, a diferencia de la mayor parte de las estrellas del mismo género, procedentes de clases sociales bajas.

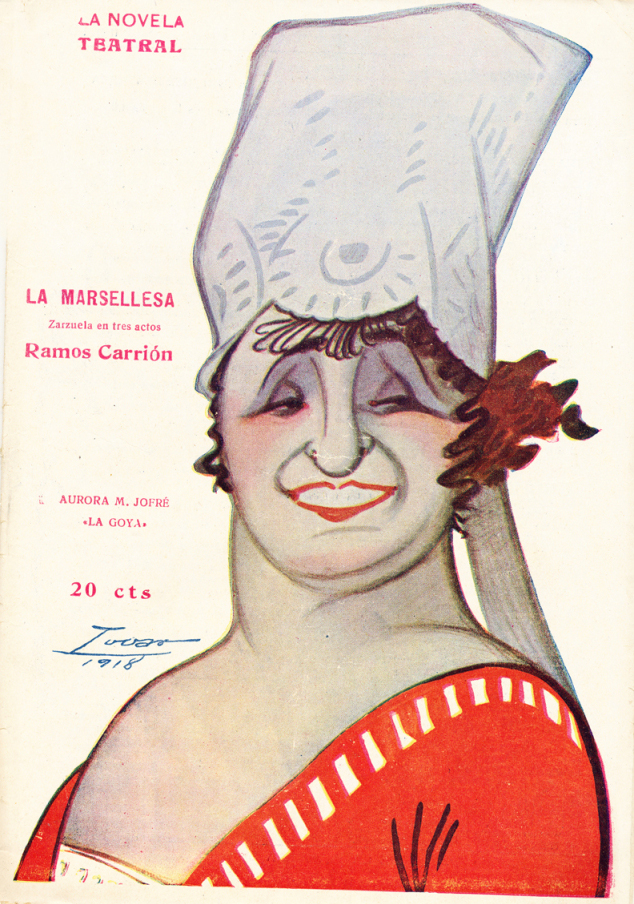
Caricaturizada por Tovar en una portada de La Novela Teatral (1918)

No sólo disfrutaba de una sólida formación intelectual —hablaba inglés, francés e italiano—, sino que también adquirió conocimientos de solfeo y piano en la Escuela del Sagrado Corazón de Madrid, donde empezó a descubrir un fuerte interés por el mundo del teatro. Por entonces, su madre se había casado con el famoso pelotari Miguel Zabarte, el cual había conseguido grandes victorias y fortunas en México, país al que la familia viajó a menudo.
En México, conoce y se forma con María Conesa, una artista española de las más famosas durante cincuenta años del arte frívolo mexicano. Cuando vuelve España decide probar suerte y aventurarse finalmente en el mundo del espectáculo, consciente del abanico de calidades que poseía. El conocimiento de algunos idiomas, la habilidad al piano, la formación de canto con el barítono guipuzcoano Ignacio Tabuyo y la originalidad del diseño con que elaboraba ella misma sus vestidos, fueron de gran ayuda para no dejar indiferente el público e iniciarse con un gran recibimiento en el panorama artístico español.
Debutó en el Trianón Palace de Madrid en 1911, el más prestigioso coliseo de la ciudad, gracias a Álvaro Retana, quien le puso el nombre artístico de la Goya, aprovechando uno de los periodos de revalorización del pintor aragonés. Recibía una paga de cien pesetas diarias, cuando el sueldo común para las cupletistas principiantes era de siete, además de que este tipo de trabajo acostumbraba a iniciarse a cafés, barracas, clubes, etc. Aparte de la diferencia de sueldo y clase social, que la diferenciaba de otras muchas cupletistas, traía un vestuario personalizado para cada número, una práctica que no tardó a ponerse de moda entre las otras artistas, justificando así su apodo de «canzonetista transformista». En este primer debut interpretó Ven y ven, una canción de creación propia, que fue un gran éxito y ha trascendido los ochenta años desde su estreno. La popularidad fue inmediata y pronto surgieron imitadoras de sus canciones, vestidos y actitudes. Incluso una de ellas, Pepita Ramos, se hizo denominar La Goyita.

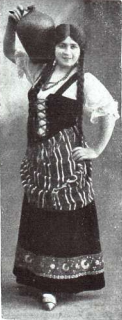
La Goya

A partir de estos estupendos inicios, su carrera toma una clara dirección ascendente. En el 1912 se presenta en el Teatro Lara, convirtiéndose en la primera actuación de una canzonetista en el teatro, y también consigue ser pionera en la grabación de cuplés. Su fama la lleva hasta Buenos Aires, lo que representa el punto culminante para los artistas españoles de la época. Su popularidad florece de tal manera que aparece la marca «Goya» para perfumes, licores, abanicos, café y automóviles. Actuó por primera vez en el Gran Teatro del Liceo el 10 de diciembre de 1912, en un festival en beneficio de la Asociación de la prensa Diaria. A partir de aquel momento, tuvo mucho éxito entre el público barcelonés y fue contratada en el Teatro Tívoli, alternando con varias apariciones en los teatros del Paralelo -donde también fue imitada por muchas artistas- y el teatro Eldorado de la plaza de Cataluña. En 1913 era conocida su relación sentimental con el Torero Ricardo Torres Bombita, quién le había prometido un matrimonio que finalmente no cumplió (entrevista en El Duente, 28-12-1913) 
Durante su gira por América del Sur, evolucionó desde el cuplé hacia otras formas musicales, como el tango, el jazz y el cine. Fue en esa época cuando Aurora Mañanós abandonó los escenarios, después de su actuación en el Teatro Princesa, todavía disfrutando de un gran éxito, tras su boda con el escritor Tomás Borrás.
Paso el resto de su vida en un ambiente acomodado, visitando tertulias literarias y salones de la burguesía. Una de las mayores figuras de la música popular española, falleció el 4 de junio de 1950, dejando por un lado una enorme herencia de una serie de canciones de gran diversidad de géneros, como las famosas canciones Ven y ven, Tápame o Balancé y, por otro, un estilo y unas actitudes que perduraron en este género.